# Pseudartonis flavonigra
Pseudartonis flavonigra là một loài nhện trong họ Araneidae.
Loài này thuộc chi Pseudartonis. Pseudartonis flavonigra được Lodovico di Caporiacco miêu tả năm 1947.